# Mickaël Malsa
Pour les articles homonymes, voir Malsa.
Mickaël Malsa est un footballeur français, international martiniquais né le 12 octobre 1995 à Paris. Il joue au poste de milieu défensif au Wydad AC.

## Biographie

### Clubs
Mickaël Malsa commence le football à sept ans en banlieue parisienne avec l'ES Nanterre. À l'âge de treize ans, il rejoint l'AC Boulogne-Billancourt pour une saison. En 2009, il rejoint le centre de formation sochalien.
Hervé Renard le fait jouer pour la première fois en pro comme titulaire le 8 février 2014 contre le LOSC en Ligue 1 (défaite 2-0).
Il commence la saison 2014-2015 de Ligue 2 en tant que titulaire mais il sort petit à petit des plans d'Olivier Echouafni. À la fin de la saison, son contrat n'est pas renouvelé.
Après une demi-saison à Platanias (D1 grecque), Mickaël Malsa est prêté pour la saison 2018-2019 à Albacete en D2 espagnole avec option d'achat.

### Carrière internationale
Malsa dispute son premier match international avec la Martinique le 12 novembre 2014 contre la Jamaïque lors de la Coupe des nations de la Caraïbe.

## Statistiques
| Saison                | Club                     | Championnat           | Championnat | Championnat | Coupe nationale | Coupe nationale | Coupe de la Ligue | Coupe de la Ligue | Martinique | Martinique | Total | Total |
| Saison                | Club                     | Division              | M.          | B.          | M.              | B.              | M.                | B.                | M.         | B.         | M.    | B.    |
| 2013-2014             | FC Sochaux-Montbéliard   | Ligue 1               | 4           | 0           | 0               | 0               | 0                 | 0                 | -          | -          | 4     | 0     |
| 2014-2015             | FC Sochaux-Montbéliard   | Ligue 2               | 5           | 0           | 0               | 0               | 1                 | 0                 | 3          | 0          | 9     | 0     |
| Sous-total            | Sous-total               | Sous-total            | 9           | 0           | 0               | 0               | 1                 | 0                 | 3          | 0          | 13    | 0     |
| 2015-2016             | Royal Antwerp            | Proximus League       | 19          | 2           | 1               | 0               | -                 | -                 | -          | -          | 20    | 2     |
| 2016-2017             | Royal Antwerp            | Division 1B           | 3           | 0           | 0               | 0               | -                 | -                 | -          | -          | 3     | 0     |
| Sous-total            | Sous-total               | Sous-total            | 22          | 2           | 1               | 0               | 0                 | 0                 | 0          | 0          | 23    | 2     |
| 2016-2017             | US Avranches             | National              | 8           | 0           | 1               | 0               | -                 | -                 | -          | -          | 9     | 0     |
| 2017-2018             | Fortuna Sittard          | Eerste Divisie        | 5           | 0           | 1               | 1               | -                 | -                 | -          | -          | 6     | 1     |
| 2017-2018             | Platanias FC (prêt)      | Super League          | 13          | 0           | 1               | 0               | -                 | -                 | -          | -          | 14    | 0     |
| 2018-2019             | Albacete Balompié (prêt) | Segunda División      | 30          | 0           | 2               | 0               | -                 | -                 | -          | -          | 32    | 0     |
| 2019-2020             | CD Mirandés              | Segunda División      | 30          | 0           | 7               | 0               | -                 | -                 | -          | -          | 37    | 0     |
| 2020-2021             | Levante UD               | LaLiga                | 33          | 1           | 5               | 1               | -                 | -                 | -          | -          | 38    | 2     |
| Total sur la carrière | Total sur la carrière    | Total sur la carrière | 150         | 3           | 18              | 2               | 1                 | 0                 | 3          | 0          | 172   | 5     |